# Aidan Barlow
Aidan Barlow, né le 10 janvier 2000, est un footballeur anglais qui évolue au poste de milieu de terrain au Rochdale AFC.

## Biographie

### En équipe nationale
Avec les moins de 17 ans, il participe au championnat d'Europe des moins de 17 ans en 2017. Lors de ce tournoi, il joue trois matchs, inscrivant un but contre l'Ukraine en phase de groupe. L’Angleterre atteint la finale de cette compétition, en étant battue par l'Espagne après une séance de tirs au but.

## Palmarès
- Finaliste du championnat d'Europe des moins de 17 ans en 2017 avec l'équipe d'Angleterre des moins de 17 ans